# Maria Wellauer

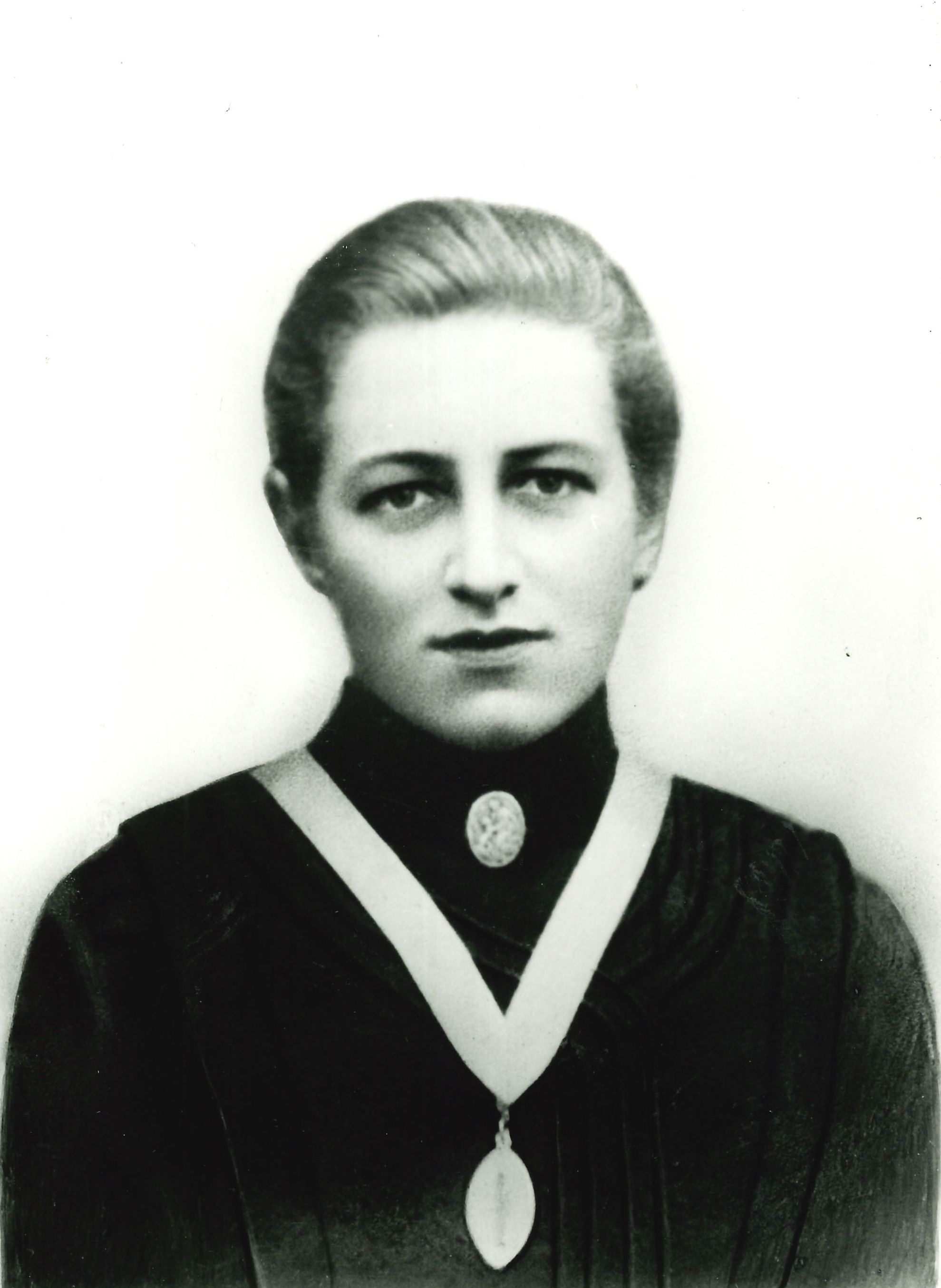
Maria Wellauer

Gertrud Maria Katharina Wellauer (* 17. März 1876 in Lommis; † 7. April 1912 in Freiburg im Üechtland) war die Mitbegründerin der Ordensgemeinschaft der Kanisiusschwestern in Freiburg im Üechtland (Schweiz).

## Kindheit und Ausbildung
Maria Wellauer kam als erste Tochter von Elisabeth Wellauer (geborene Schmid) und dem Landwirt und Wirt Johann Thomas Wellauer auf dem Hof der Grosseltern in Lommis zur Welt. Im Jahr 1877 zog die Familie nach St. Gallen, wo der Vater das Restaurant Bierquelle führte. Es folgten fünf weitere Geschwister, welche jedoch alle vor dem ersten Lebensjahr verstarben. Nachdem Maria Wellauers Vater im Jahr 1888 gestorben war, zogen sie und ihre Mutter zu ihrem Onkel Bernhard Schmid nach Berg im Thurgau, wo dieser als Pfarrer tätig war. Der Onkel setzte sich für eine gute Erziehung Marias ein. Sie absolvierte eine Lehre bei Domenica Bürgin in Frauenfeld als Weissnäherin. An ihrem neuen Wohnort trat Maria Wellauer der Marianischen Kongregation bei. Mit der Auflösung der Klöster im Kanton Thurgau Mitte des 19. Jahrhunderts war den Frauen eine mögliche geistliche Selbstverwirklichung und -bestimmung sowie die Möglichkeit theologischer Studien im Kloster genommen.

## Der Kanisiusorden in Freiburg/Fribourg
Nach dem Abschluss ihrer Lehre nahm Maria Wellauer eine Stelle in der Westschweiz an, um Französisch zu lernen. Sie arbeitete zunächst als Dienstmädchen in Villars-les-Joncs, ein Jahr später wechselte sie in das Merceriegeschäft von Marie Wahl in Freiburg. Wellauer suchte auch in ihrer neuen Heimat nach Anschluss in einer Marianischen Kongregation und fand so den Kontakt zum deutschen Priester Johannes Evangelist Kleiser, Chorherr der Liebfrauenkirche und Beichtvater für die deutschsprachigen Hausangestellten.
1897 gründete Maria Wellauer zusammen mit Johannes Evangelist Kleiser die Marianische Kongregation für deutschsprachige katholische Dienstbotinnen in Freiburg. Ein Jahr später folgte die offizielle Gründung des Kanisiusschwester-Ordens und die Eröffnung eines Mariaheims. Die Kongregation zählte zu Beginn um die 60 junge Mädchen, Maria Wellauer wurde erste Präfektin. Zweck war die geistliche Begleitung der deutschsprachigen Dienstmädchen und Hausangestellten in der Westschweiz sowie die Verkündigung des Evangeliums durch Druckerzeugnisse. Ab 1904 war die Kongregation auch im Besitz einer eigenen kleinen Druckerei und des Verlags Kanisius, der religiöse Kleinschriften, den Freiburger Volkskalender und auch grössere Werke herausgab. Im Dezember 1905 legten die ersten fünf jungen Frauen ihr Versprechen ab. Wellauer wurde im Alter von 29 Jahren als erste Generaloberin eingesetzt. Aufgrund einer Krebserkrankung starb Maria Wellauer mit nur 36 Jahren.

## Würdigung
Der Nachlass von Maria Wellauer befindet sich im Archiv der Kanisiusschwestern, ein Dossier mit Recherchen und Korrespondenzen wird im Staatsarchiv Thurgau aufbewahrt.

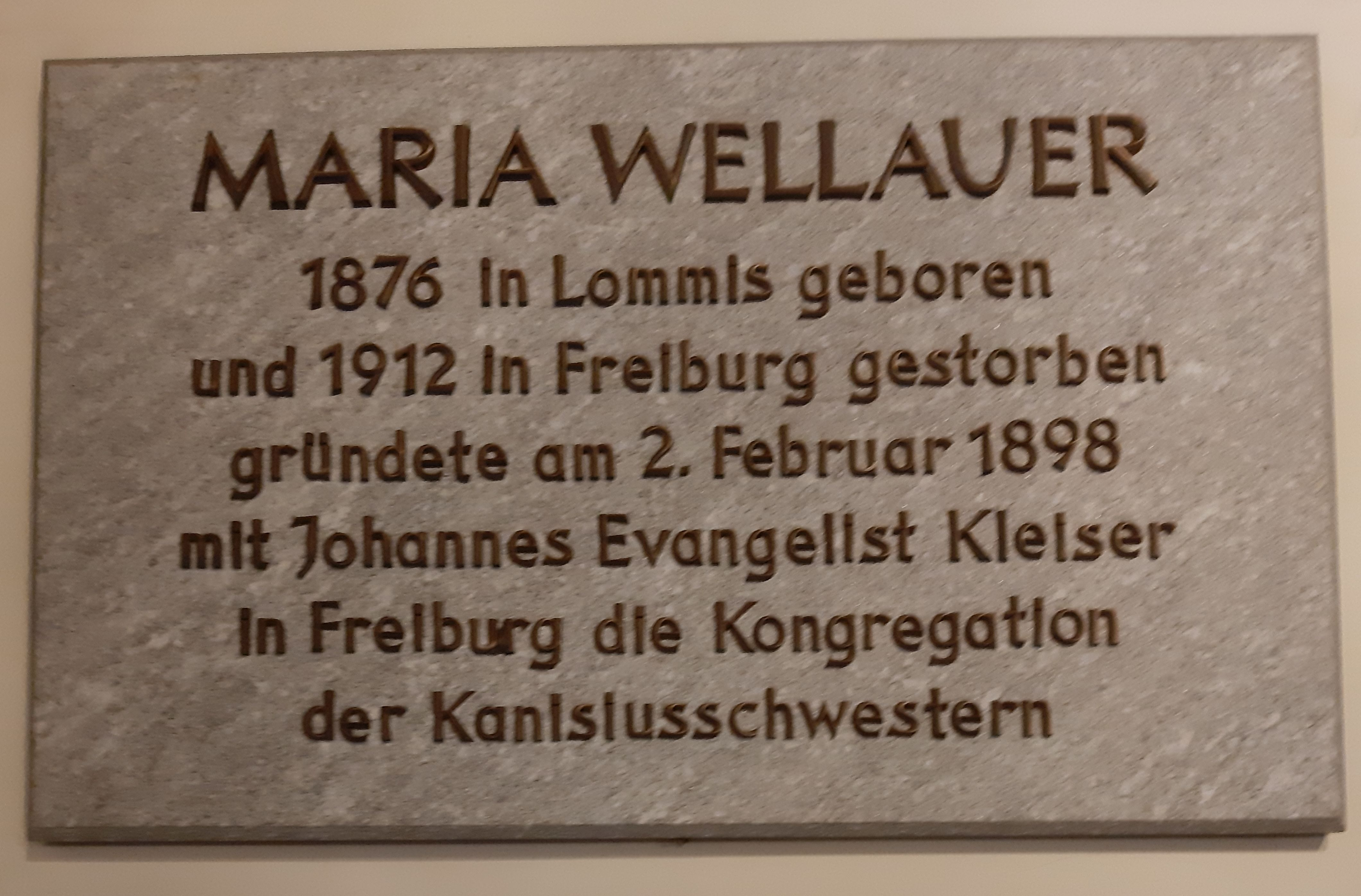
Gedenktafel für Maria Wellauer in Lommis

Im Jahr 1999 wurde zu Ehren von Maria Wellauer in der katholischen Kirche St. Jakobus der Ältere in Lommis eine Gedenktafel angebracht. Zu ihrem 100. Todestag 2012 feierte die Kirche einen Gedenkgottesdienst, den ein Dutzend Ordensschwestern aus Freiburg besuchten.